# Invertebrado
Se denomina invertebrados (en latín, invertebrata) a todos aquellos animales que no se encuadran dentro del subfilo Vertebrata del filo Chordata. El nombre alude a que carecen de columna vertebral. El término es aplicable al 95 % de todas las especies de animales.
La mayoría de las especies animales son invertebrados; una estimación sitúa la cifra en el 97%. Muchos taxones invertebrados tienen un mayor número y diversidad de especies que todo el subfilo de Vertebrata. El tamaño de los invertebrados varía mucho, desde 50 μm (0.002 in) rotíferos. hasta el  calamar colosal que mide unos 9 a 10m.

## Historia
Lamarck es considerado el fundador de la «zoología de invertebrados». Lamarck se refirió a ellos como «animales sin vértebras» (en francés animaux sans vertèbres), es decir, sin columna vertebral. En la clasificación de Carlos Linneo los animales no vertebrados se repartían en Insecta (refiriéndose a los artrópodos) y Vermes (que incluía a  los gusanos, moluscos y celentéreos).
En 1794, Lamarck subdividió a los que luego se denominó «invertebrados» en moluscos, insectos, gusanos, equinodermos y pólipos. En 1809, consideró ya diez clases: moluscos, cirrípedos, anélidos, cangrejos, arañas, insectos, gusanos, equinodermos, pólipos e infusorios. Entre 1815 y 1822 Lamarck publicó, en siete volúmenes, la «Historia natural de los animales invertebrados» (Histoire naturelle des animaux sans vertèbres), con descripciones de las especies entonces conocidas y que fue obra de referencia durante mucho tiempo. Aunque muchos de los nombres anteriores siguen utilizándose, sus definiciones y respectivos límites han cambiado.

## Características
Los invertebrados suelen tener estas características:
- Suelen ser animales de pequeño tamaño.
- Carecen de esqueleto interno articulado óseo o cartilaginoso (las esponjas y los equinodermos tienen un esqueleto interno de naturaleza calcárea o silícica, mientras que los artrópodos poseen un exoesqueleto).
- Muchos tienen conchas, caparazones o cubiertas de alguna sustancia dura.

Probablemente es el grupo que, con los microorganismos, ha sido el peor inventariado, porque los invertebrados son a menudo pequeños y viven discretamente, en los mares, los sedimentos, los suelos, etc. Su número, la complejidad de su descripción y la subestimación de su potencial económico, científico y alimentario contribuyó durante mucho tiempo, desviando la investigación científica, y hubo que esperar hasta finales del siglo XVIII para que los científicos europeos repitieran el trabajo allí dónde Aristóteles y Plinio lo habían dejado.
En nuestros días, la investigación sobre los invertebrados ha permitido descubrir varias centenas de especies de gran potencial científico, industrial, económico o hasta alimentario, y la medicina moderna debe muchísimo a animales inesperados como el cangrejo de herradura, las medusas, el plancton. Los insectos permanecen como el mejor conocido grupo de invertebrados.
Tratándose del número de especies, la parte más importante de la biodiversidad conocida está constituida por organismos invertebrados. Sobre 1,7 a 1,8 millón de especies censadas en 2005 (según los criterios retenidos para su clasificación), encontramos cerca de 990 000 animales invertebrados.
Los invertebrados no forman un grupo monofilético: esta noción ha estado abandonada por las clasificaciones recientes (clasificaciones filogenéticas). Sin embargo, el término «invertebrado» queda para designar un conjunto de seres vivos que comparten la característica de no poseer columna vertebral.

### Sistema nervioso
Las neuronas difieren en los invertebrados de las células de los mamíferos. Las células de los invertebrados se disparan en respuesta a estímulos similares a los de los mamíferos, como traumatismos en los tejidos, altas temperaturas o cambios en el pH. El primer invertebrado en el que se identificó una célula neuronal fue la sanguijuela medicinal, Hirudo medicinalis..
Se ha descrito el aprendizaje y la memoria mediante nociceptores en la liebre de mar, Aplysia'. Las neuronas de los moluscos son capaces de detectar presiones crecientes y traumatismos tisulares.
Se han identificado neuronas en una amplia gama de especies de invertebrados, incluidos anélidos, moluscos, nematodos y artrópodos.

### Sistema respiratorio

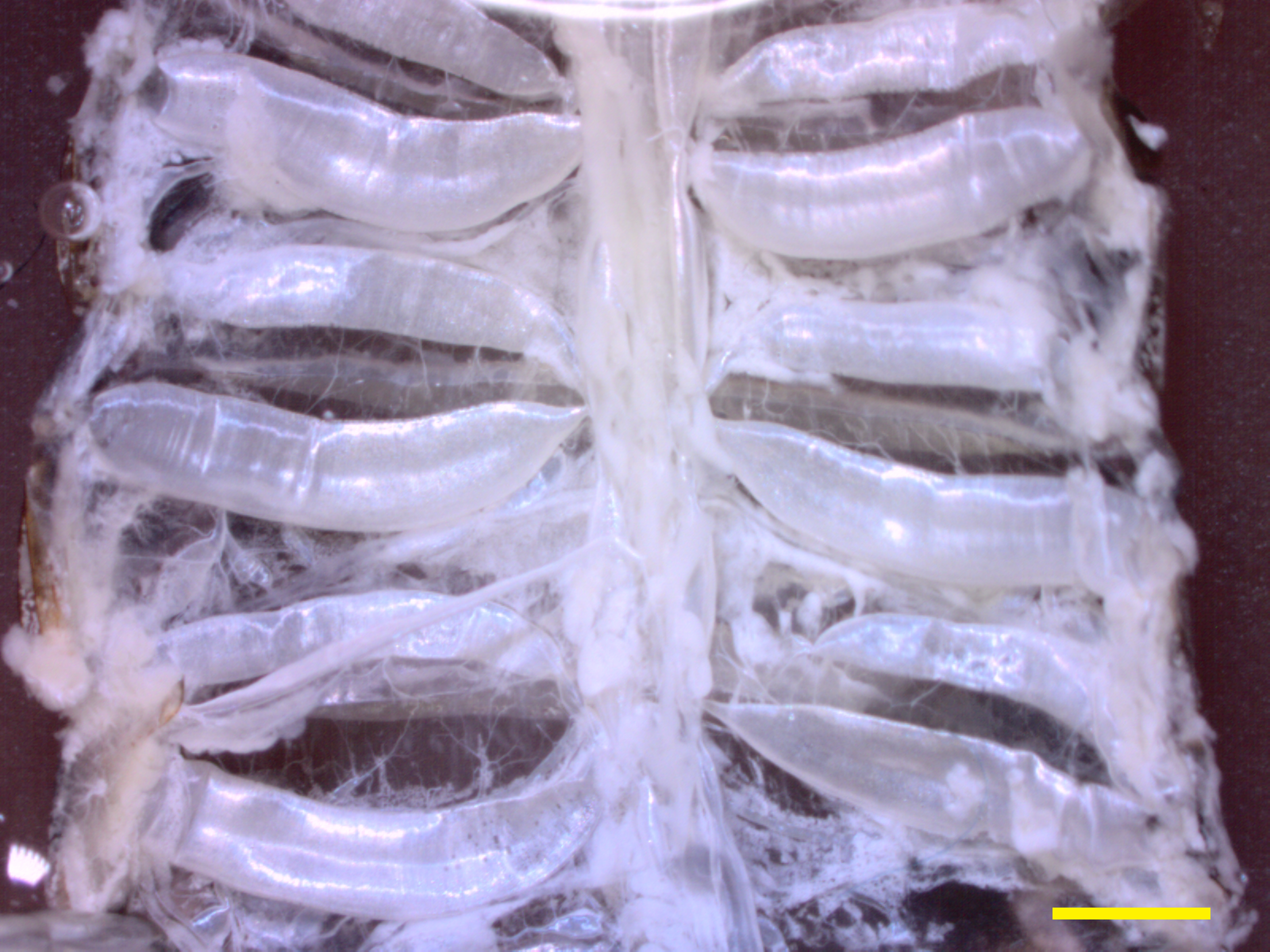
Sistema traqueal de una cucaracha disecada. Las tráqueas más grandes se extienden a lo ancho del cuerpo de la cucaracha y son horizontales en esta imagen. Barra de escala, 2 mm.

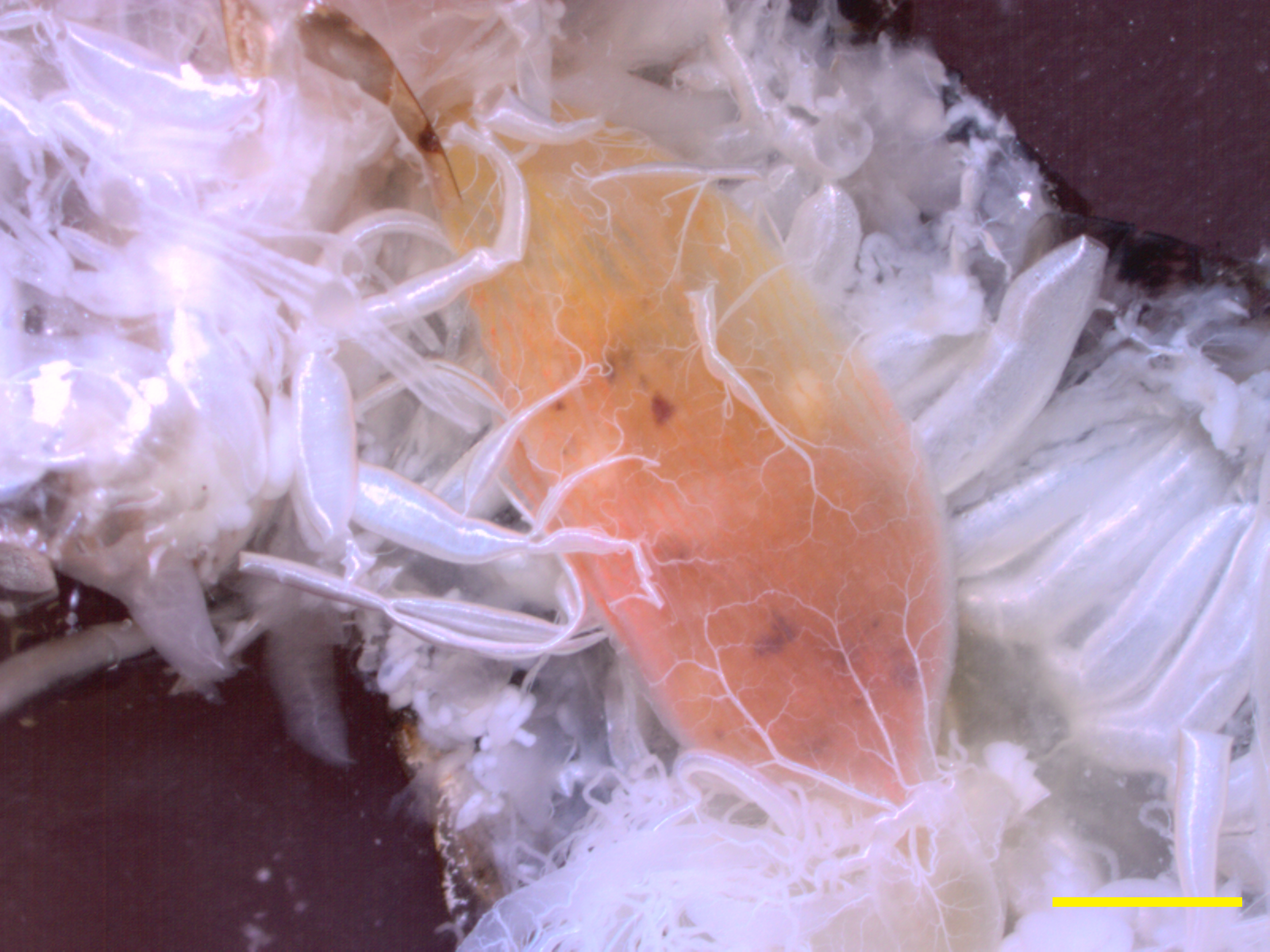
El sistema traqueal se ramifica en tubos progresivamente más pequeños, aquí suministrando el cultivo de la cucaracha. Barra de escala, 2,0 mm.

Un tipo de sistema respiratorio invertebrado es el sistema respiratorio abierto compuesto por espiráculos, tráqueas y traqueolas que tienen los artrópodos terrestres para transportar gases metabólico hacia y desde los tejidos. La distribución de los espiráculos puede variar mucho entre los muchos órdenes de insectos, pero en general cada segmento del cuerpo puede tener sólo un par de espiráculos, cada uno de los cuales conecta con un atrio y tiene detrás un tubo traqueal relativamente grande. Las tráqueas son invaginaciones del exoesqueleto cuticular que se ramifican (anastomosan) por todo el cuerpo con diámetros que van desde unos pocos micrómetros hasta 0,8 mm. Los tubos más pequeños, las traqueolas, penetran en las células y sirven como lugares de difusión de agua, oxígeno y dióxido de carbono. Los gases pueden ser conducidos a través del sistema respiratorio mediante ventilación activa o difusión pasiva. A diferencia de los vertebrados, los insectos no suelen transportar oxígeno en su hemolinfa.
Un tubo traqueal puede contener anillos circunferenciales en forma de cresta de taenidia en varias geometrías como bucles o hélices. En la cabeza, el tórax o el abdomen, las tráqueas también pueden estar conectadas a sacos aéreos. Muchos insectos, como saltamontes y abejas, que bombean activamente los sacos aéreos de su abdomen, son capaces de controlar el flujo de aire a través de su cuerpo. En algunos insectos acuáticos, las tráqueas intercambian gases a través de la pared corporal directamente, en forma de branquia, o funcionan esencialmente de forma normal, a través de un plastrón. A pesar de ser internas, las tráqueas de los artrópodos se desprenden durante la muda (ecdisis).

### Reproducción
Al igual que los vertebrados, la mayoría de los invertebrados se reproducen, al menos en parte, mediante reproducción sexual. Producen células reproductoras especializadas que se someten a meiosis para producir espermatozoide más pequeño y móvil o óvulo más grande y no móvil.  Estos se fusionan para formar cigotos, que se desarrollan en nuevos individuos. Otros son capaces de reproducirse asexualmente o, en ocasiones, por ambos métodos.
La investigación extensiva con especies de invertebrados modelo como Drosophila melanogaster y Caenorhabditis elegans ha contribuido mucho a nuestra comprensión de la meiosis y la reproducción. Sin embargo, más allá de los pocos sistemas modelo, los modos de reproducción encontrados en invertebrados muestran una increíble diversidad. En un ejemplo extremo se estima que el 10% de las especies de ácaros orbátidos han persistido sin reproducción sexual y se han reproducido asexualmente durante más de 400 millones de años.

## Uso del término
En la práctica profesional de la zoología, y en su enseñanza, la distinción entre vertebrados e invertebrados sigue ocupando un lugar, siendo comunes los departamentos universitarios, revistas científicas o manuales de zoología dedicados a los invertebrados, aunque esto debe interpretarse como efecto de una tradición, y no como el reconocimiento de validez o utilidad científica al concepto. En el tratamiento académico de la diversidad de los invertebrados se ha seguido utilizando extensamente la distinción de dos categorías: los artrópodos y los no artrópodos. Pero el problema que presentan estos últimos es análogo al indicado más arriba para el concepto de “invertebrados”.

## Ejemplos
- Artrópodos: arácnidos, insectos, miriápodos, crustáceos.
- Anélidos: lombrices de tierra, sanguijuelas.
- Moluscos: almejas, calamares, pulpos, caracoles.
- Equinodermos: estrellas de mar y erizos de mar.
- Cnidarios: medusas, corales, pólipos.
- Poríferos: esponjas.
- Platelmintos: gusanos planos.
- Nemátodos: gusanos cilíndricos.

## Macroinvertebrado
En el lenguaje de la ecología acuática, el término «macroinvertebrado» se utiliza tradicionalmente para referirse a los invertebrados de agua dulce, incluidos los insectos (sobre todo larvas y ninfas), crustáceos, anélidos, moluscos (caracoles acuáticos y bivalvos) y planarias (platelmintos) que habitan en cauces de ríos, charcas, lagos, etc. Históricamente, su abundancia y diversidad se han utilizado como indicadores (bioindicadores) de la salud del ecosistema y de la biodiversidad local. Son un componente imprescindible en la cadena alimenticia y la trasformación de la materia orgánica.

## Número de especies estimadas
La siguiente tabla enumera el número estimado de especies de invertebrados descritas por clase según la UICN. Los invertebrados representan el 95 % de las especies existentes.
| Grupo de invertebrado | Imagen | Número estimado |
| --------------------- | ------ | --------------- |
| Insecta               |        | 1,000,000       |
| Arachnida             |        | 102,250         |
| Mollusca              |        | 85,000          |
| Crustacea             |        | 47,000          |
| Myriapoda             |        | 16,000          |
| Otros                 |        | 109,115         |
|                       | Total  | ~1,359,365      |

## Filos completos
El término «invertebrado» aplica a la mayor parte de taxones del reino Animalia. La siguiente lista enumera a aquellos filos en los cuales todas sus especies son invertebrados:
- Diploblasta (Non-Bilateria) 
  - Cnidaria
  - Ctenophora
  - Placozoa
  - Porifera
- Bilateria
  - Annelida
  - Arthropoda
  - Brachiopoda
  - Bryozoa
  - Chaetognatha
  - Cycliophora
  - Dicyemida
  - Echinodermata
  - Entoprocta
  - Gastrotricha
  - Gnathostomulida
  - Hemichordata
  - Kinorhyncha
  - Loricifera
  - Micrognathozoa
  - Mollusca
  - Monoblastozoa
  - Nematoda
  - Nematomorpha
  - Nemertea
  - Onychophora
  - Phoronida
  - Platyhelminthes
  - Priapulida
  - Rotifera
  - Tardigrada
  - Xenacoelomorpha

## Galería

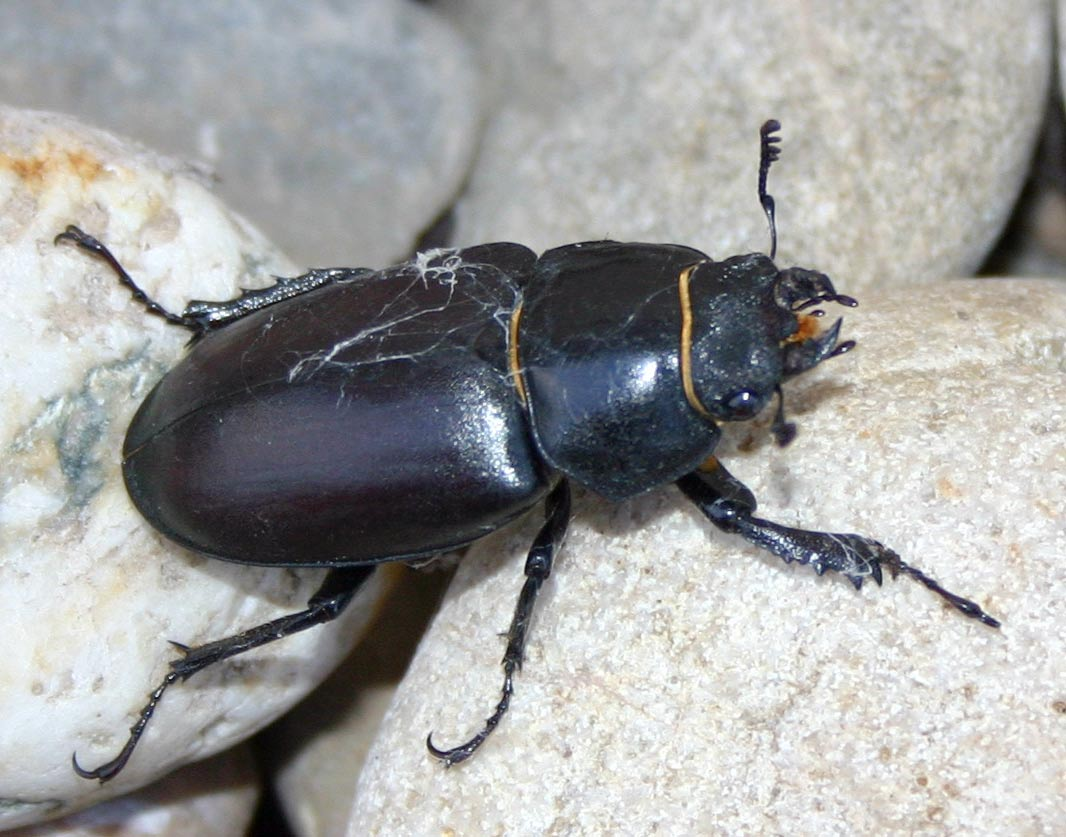
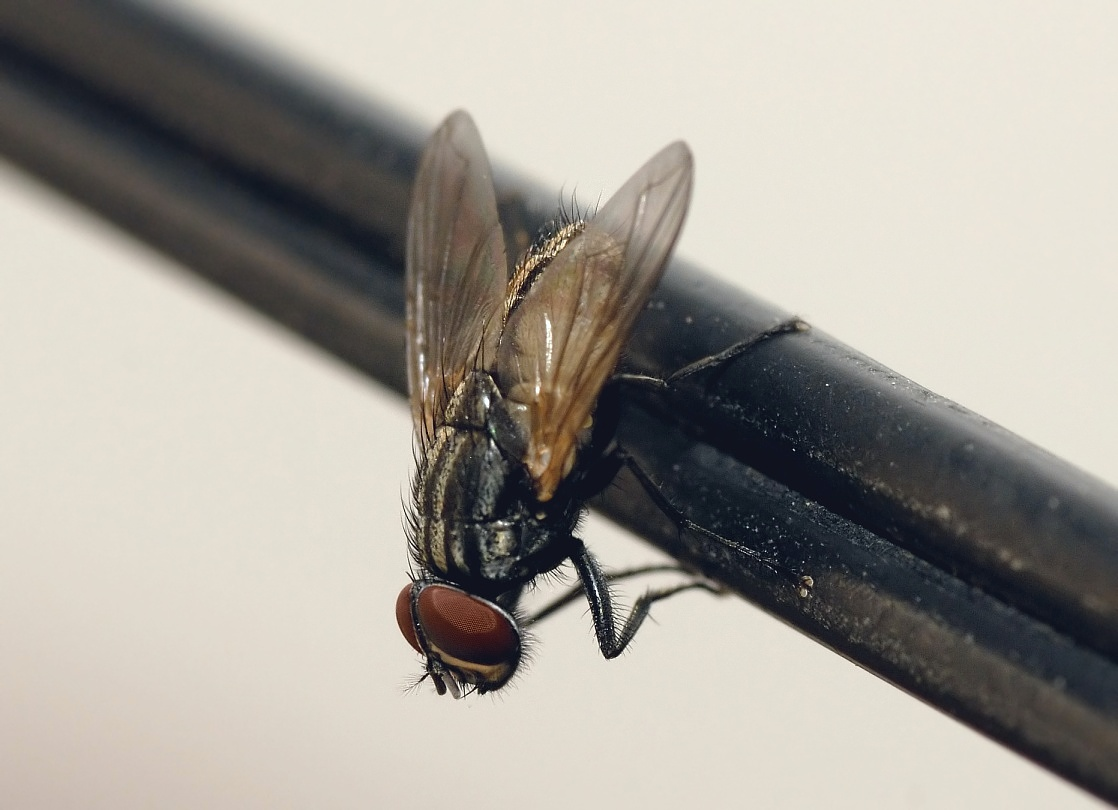
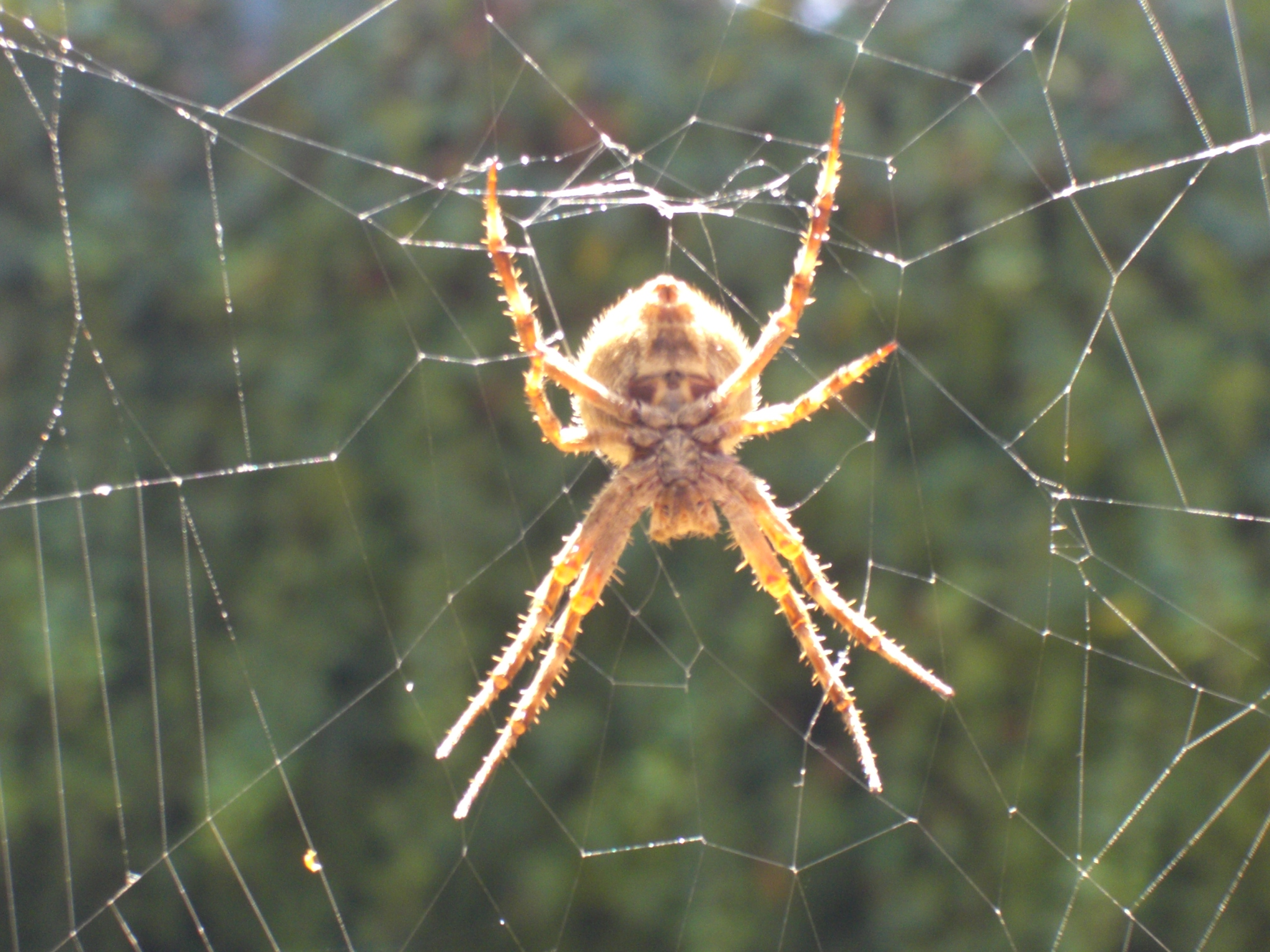
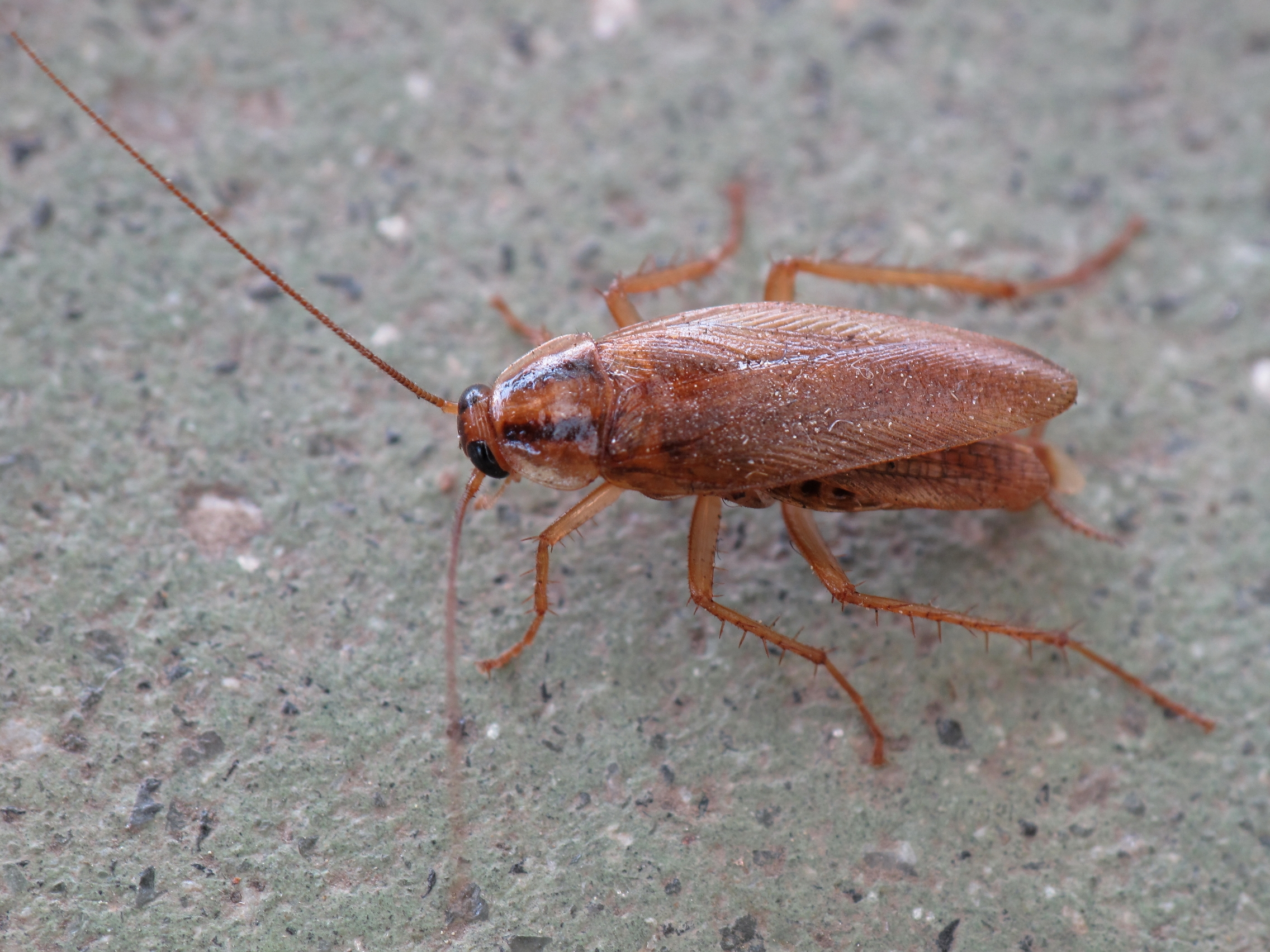
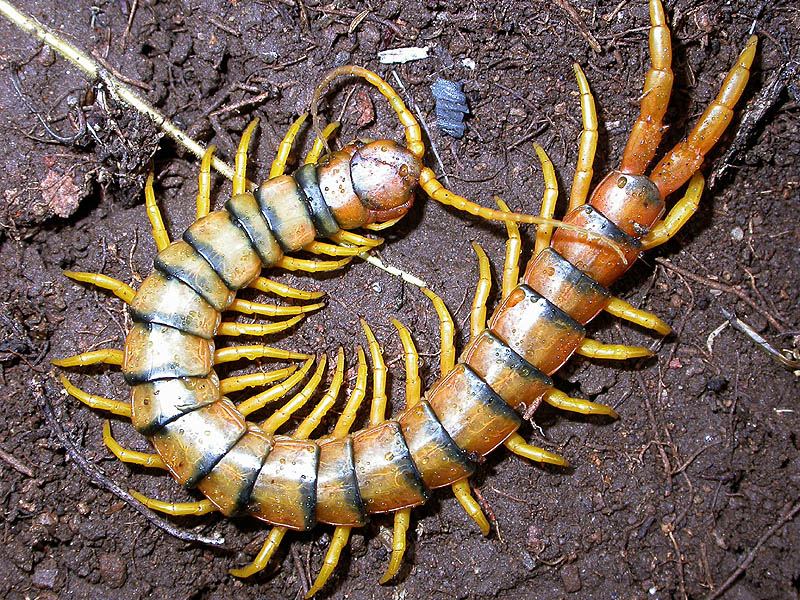
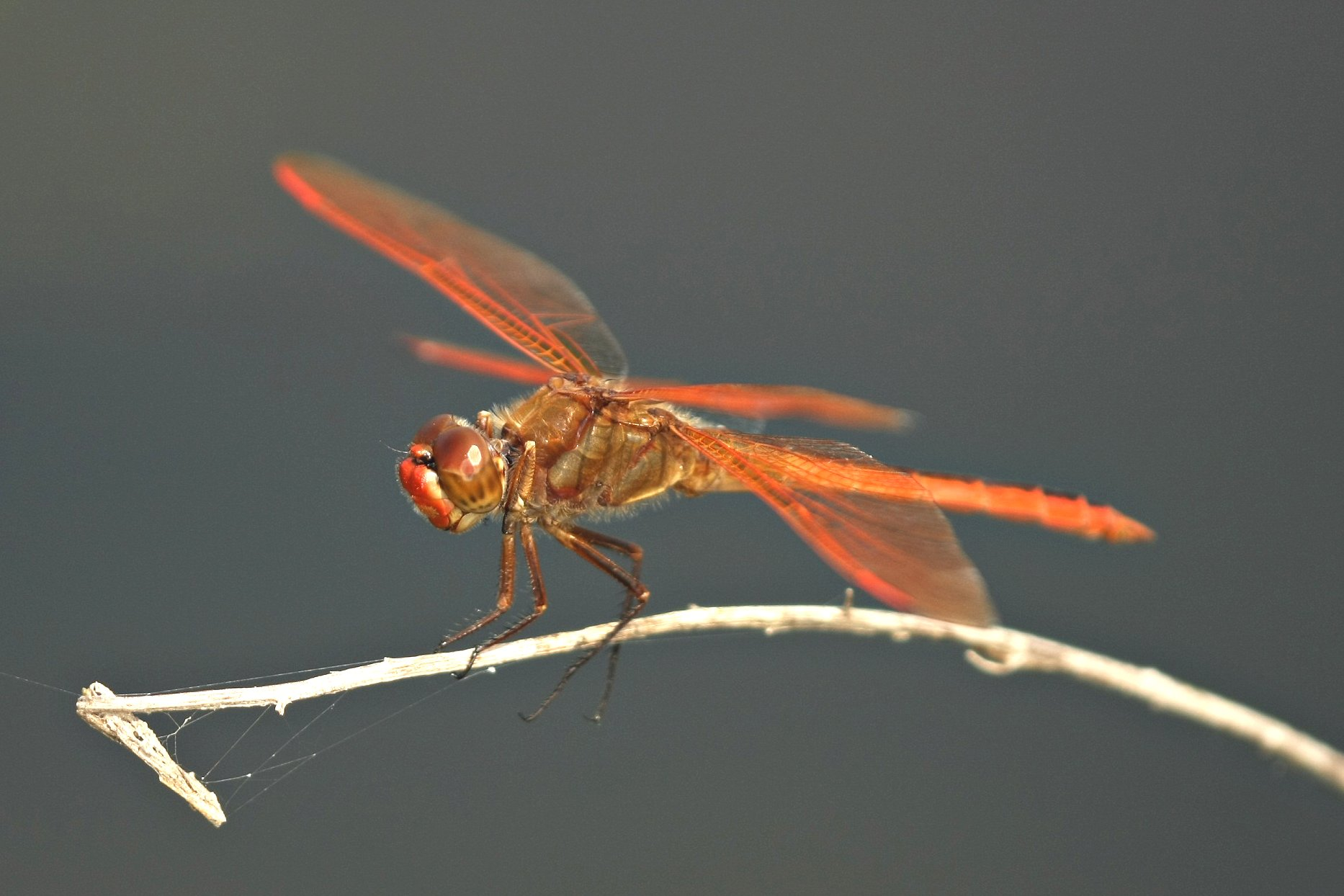
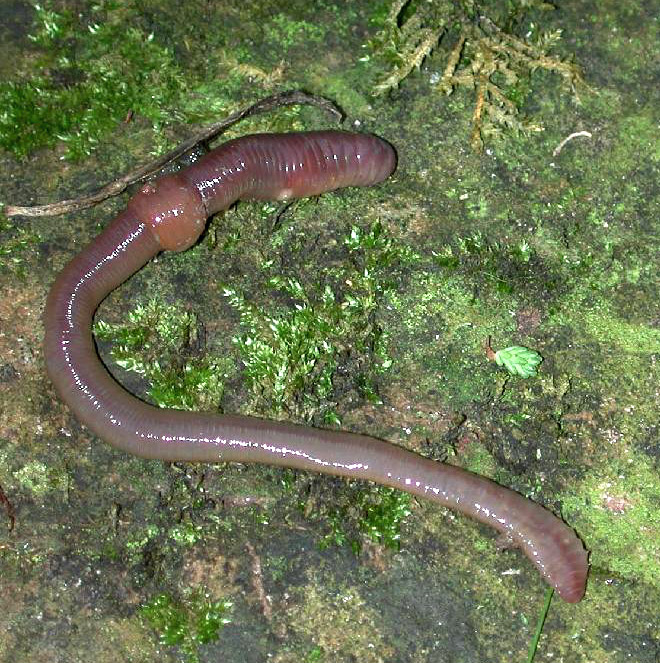
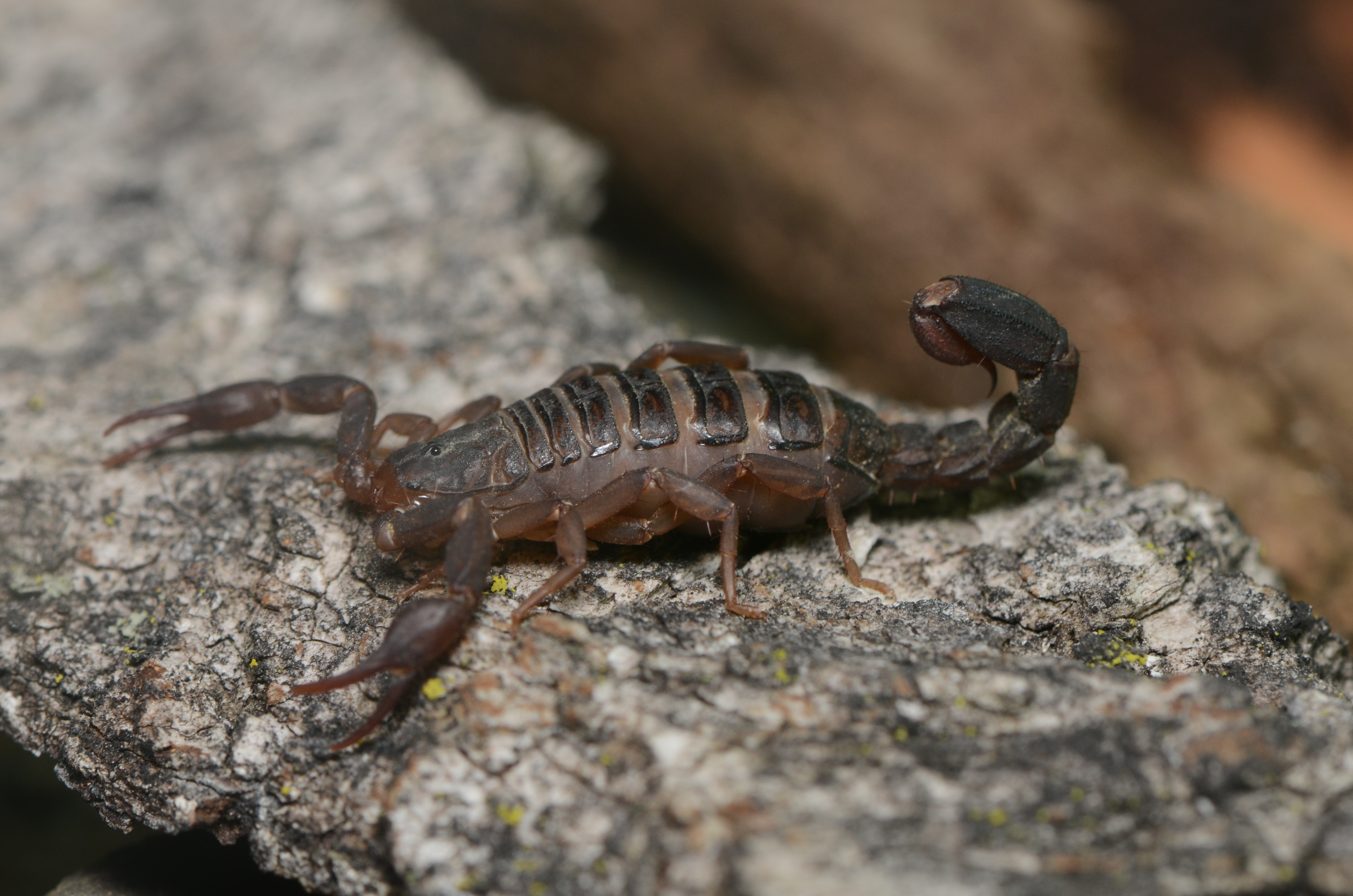
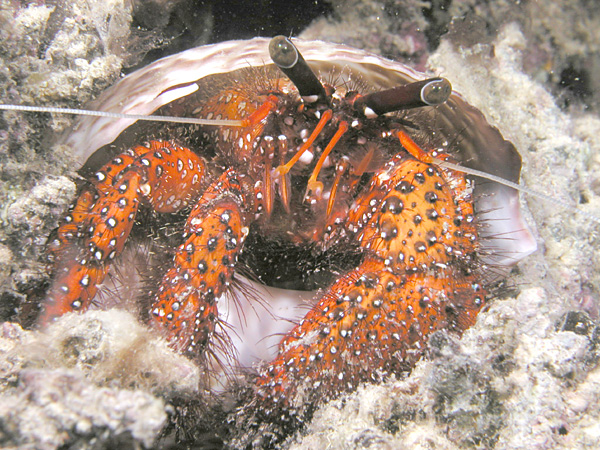
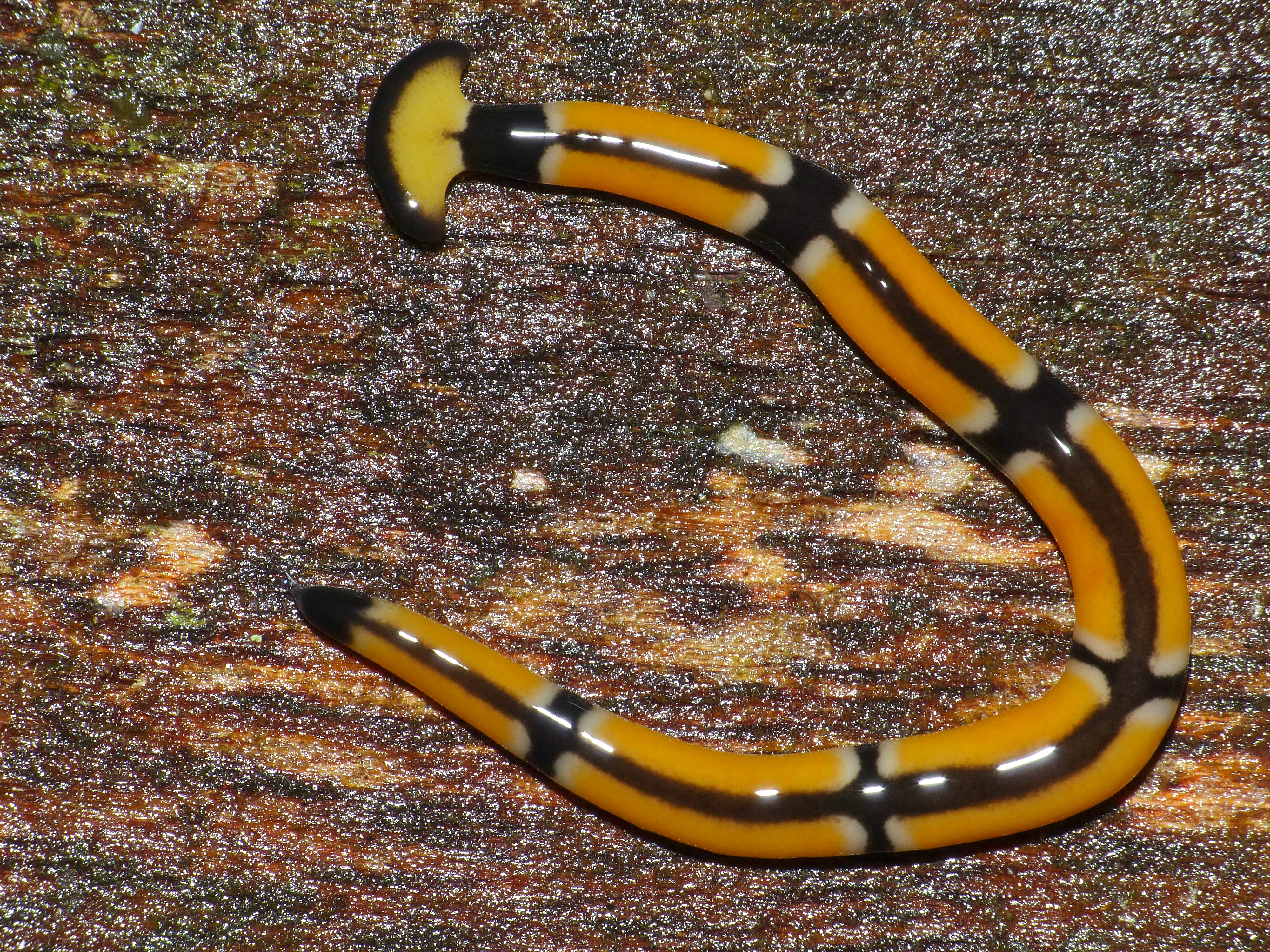
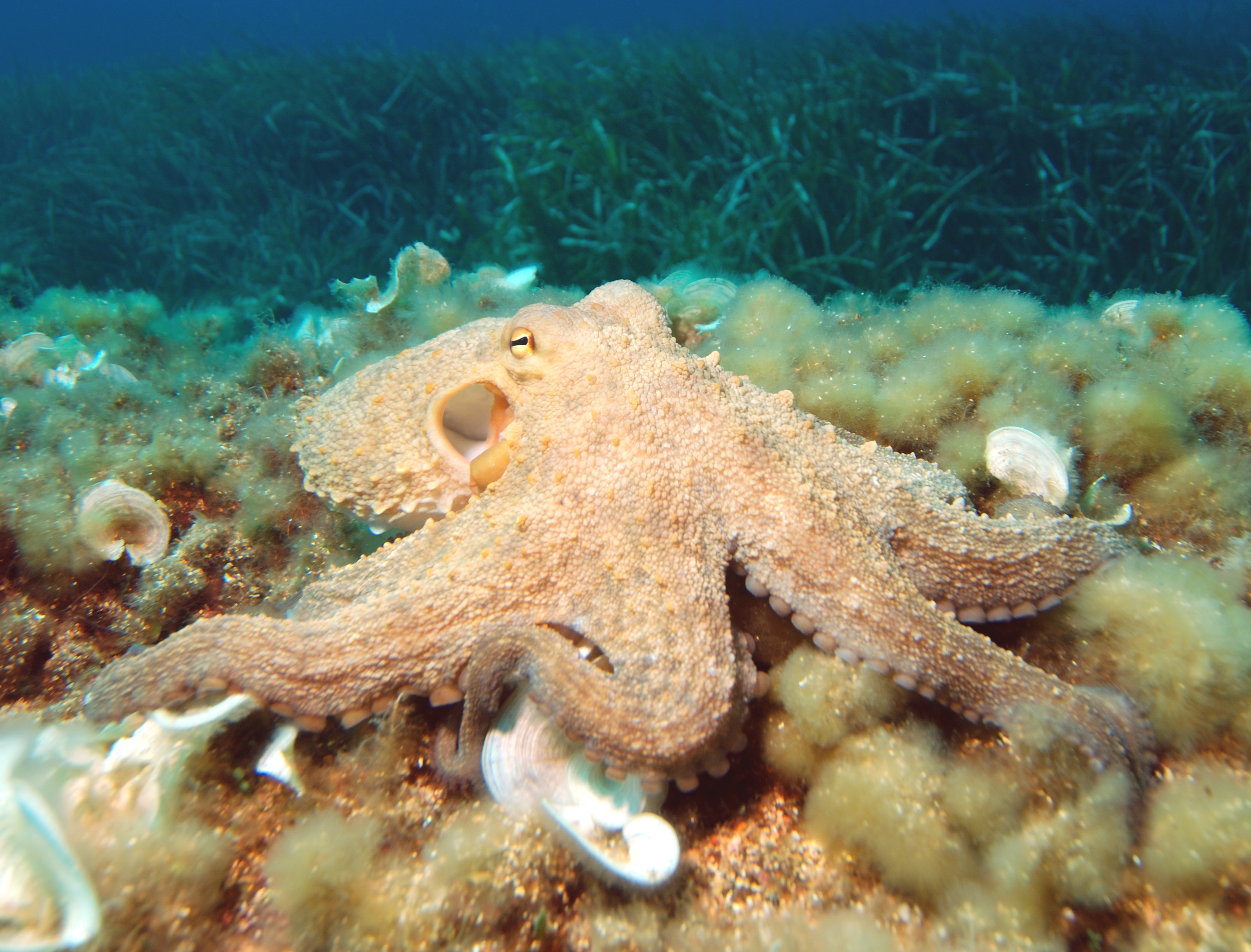
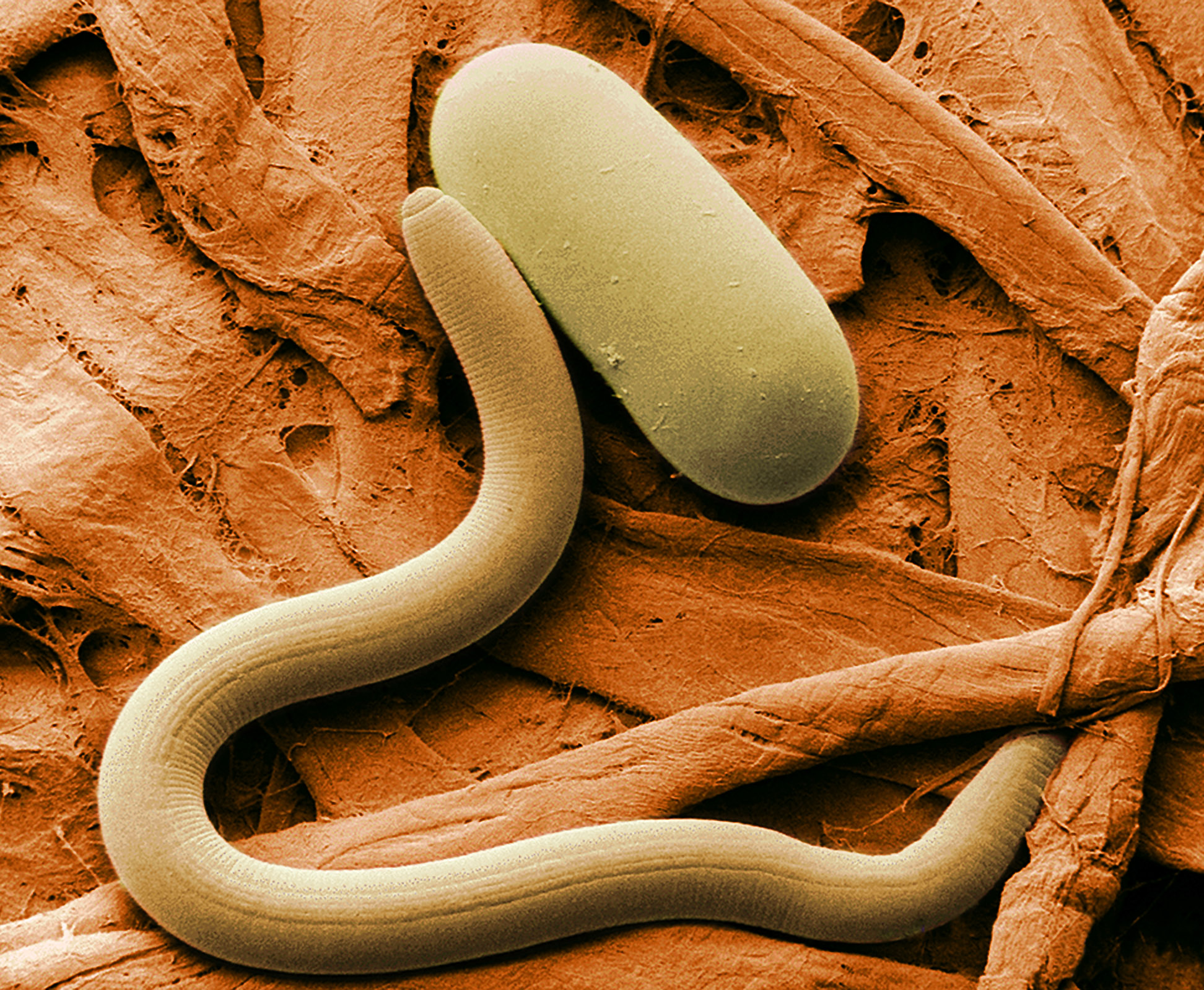
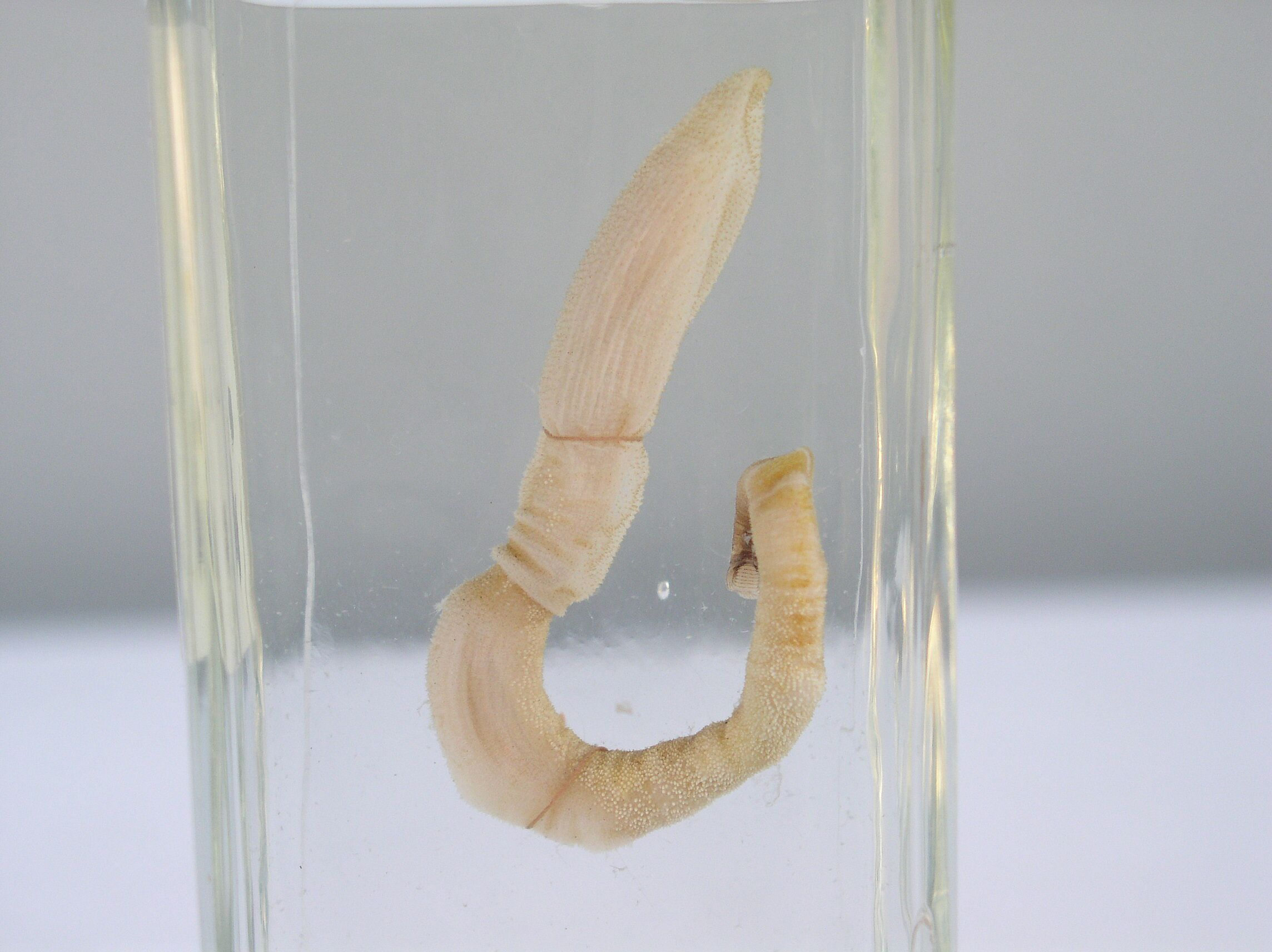
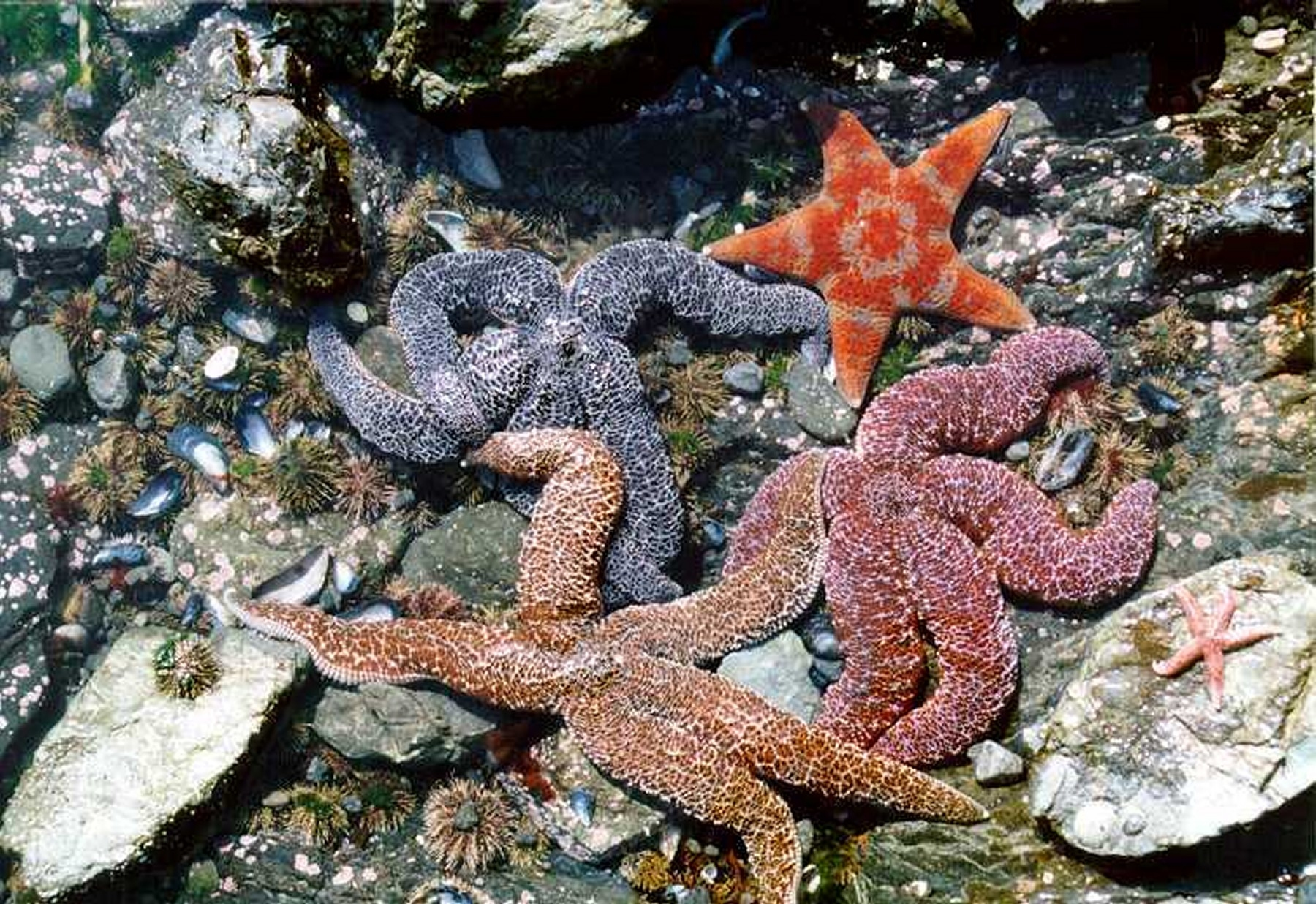
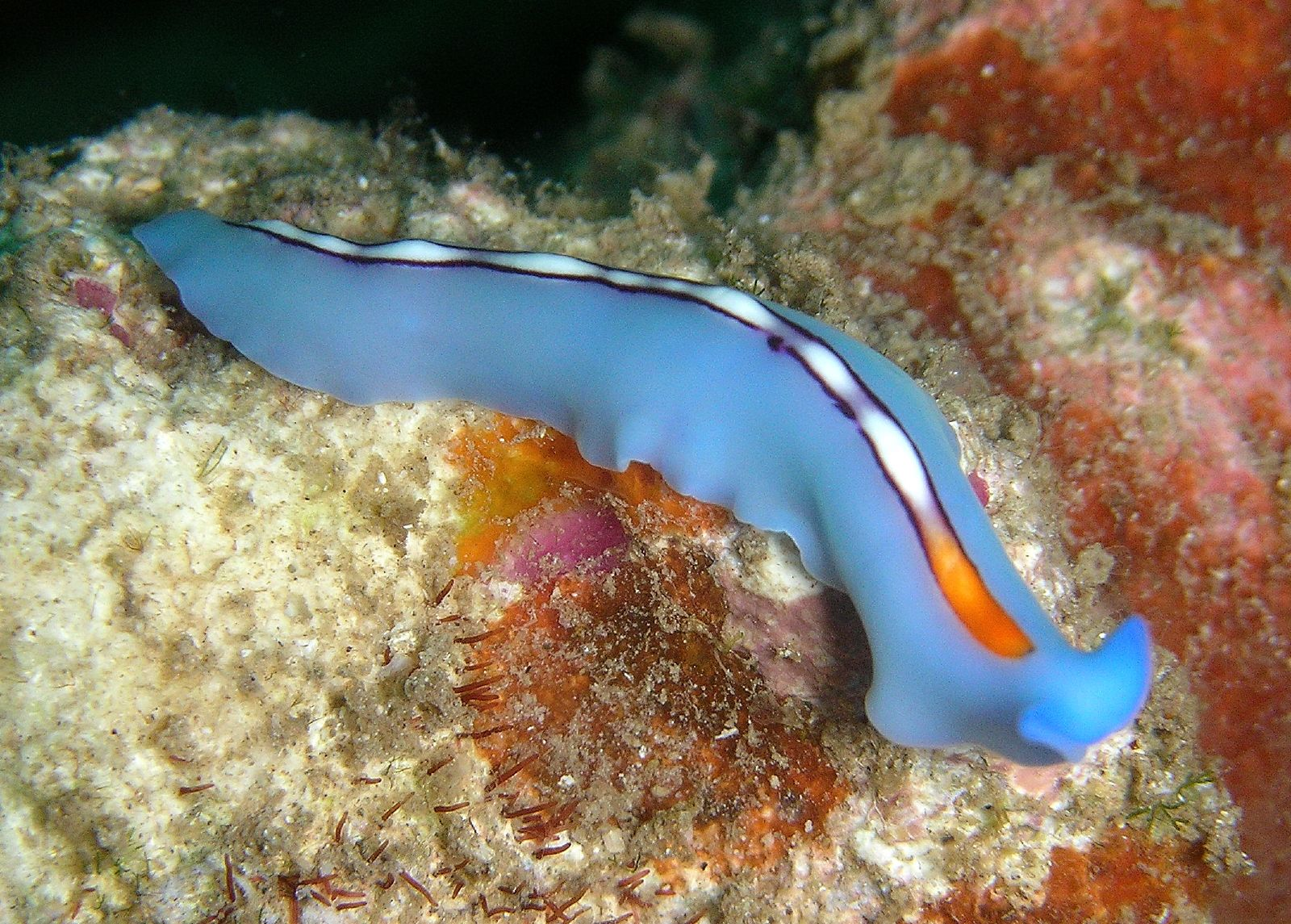
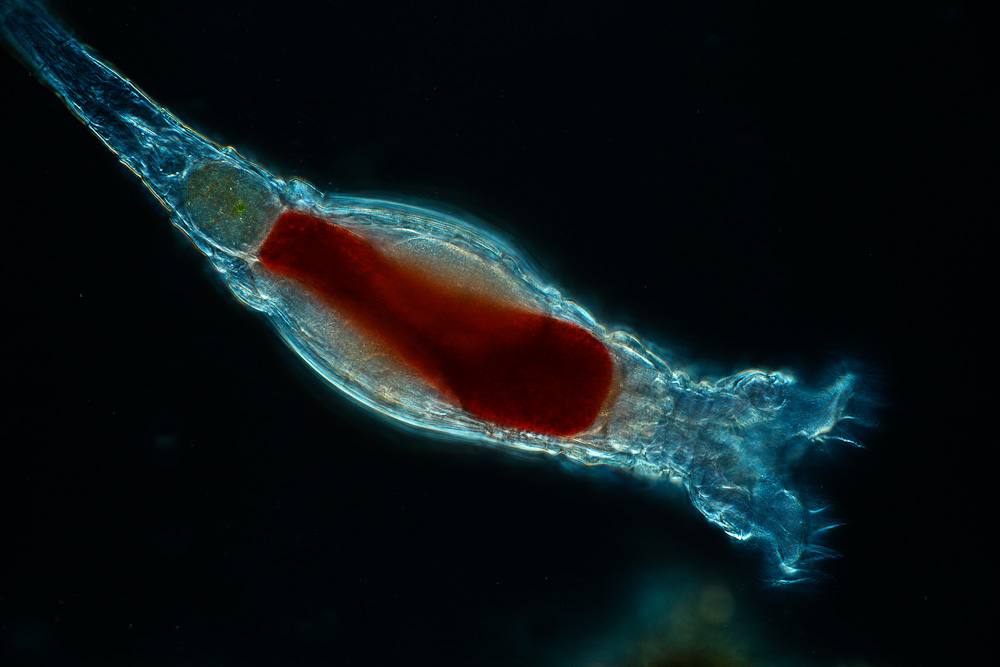
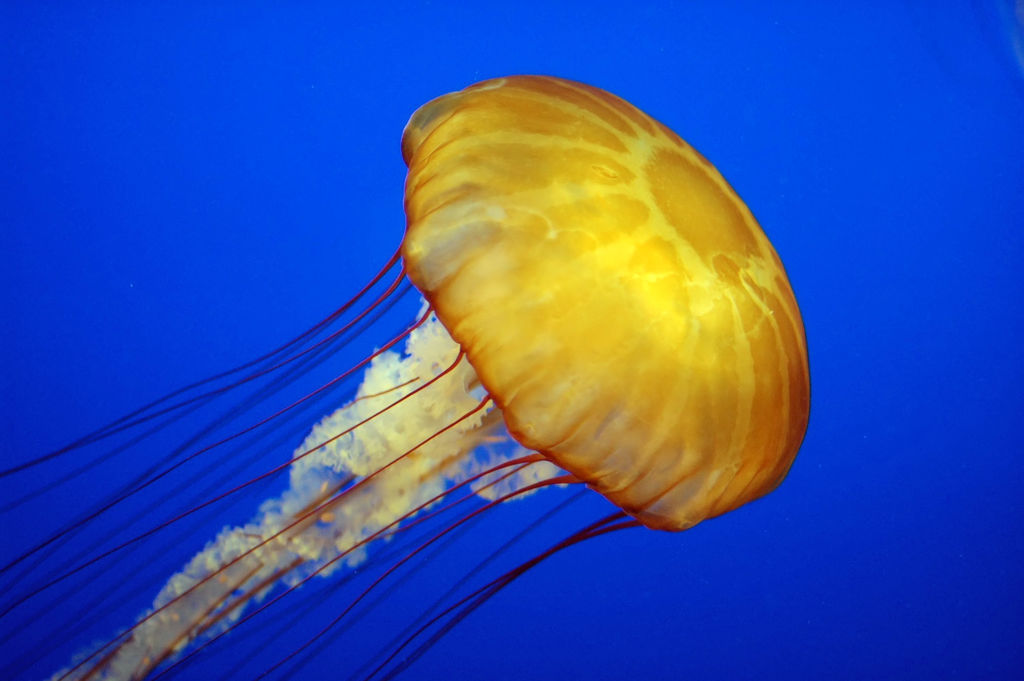
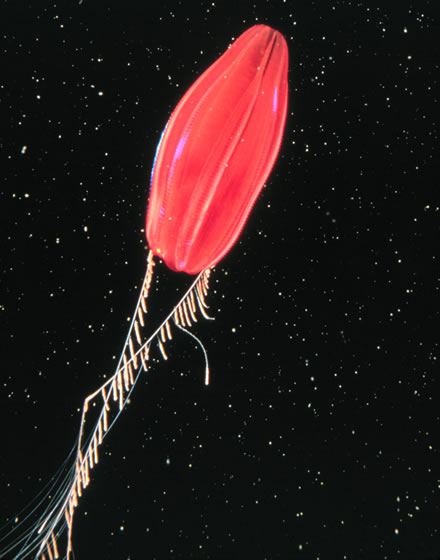
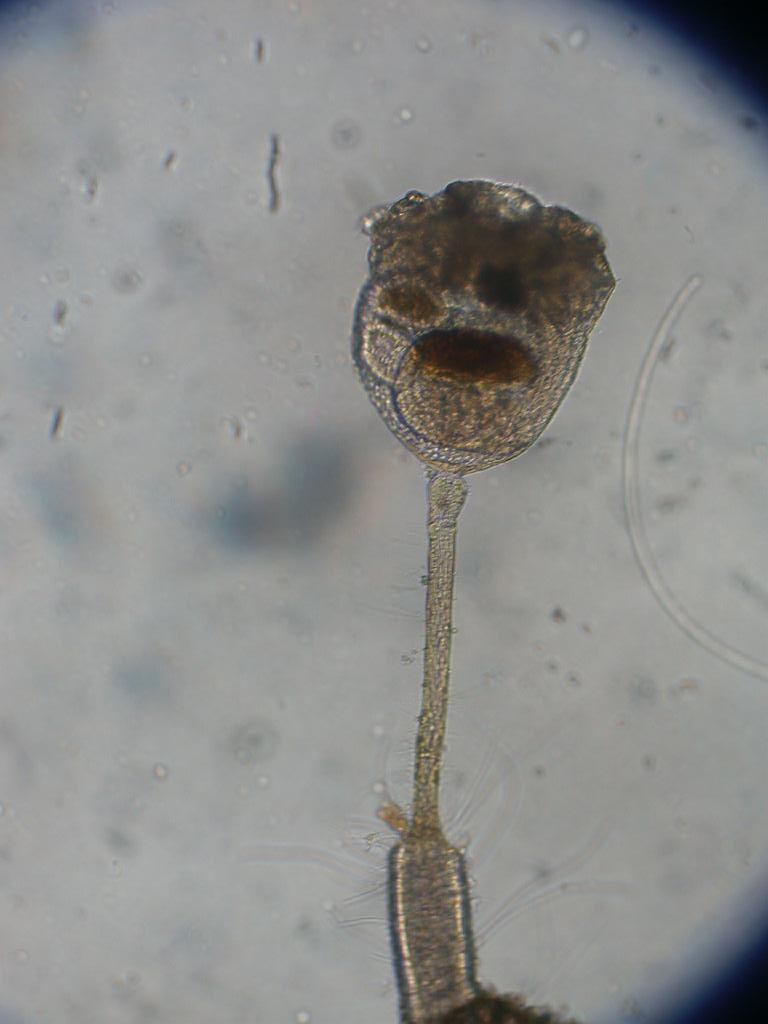